# Tlacotepec, Puebla
Tlacotepec är en ort i Mexiko.   Den ligger i kommunen Ahuacatlán och delstaten Puebla, i den sydöstra delen av landet, 150 km nordost om huvudstaden Mexico City. Tlacotepec ligger 1 306 meter över havet och antalet invånare är 2 554.
Terrängen runt Tlacotepec är varierad. Runt Tlacotepec är det ganska tätbefolkat, med 124 invånare per kvadratkilometer. Närmaste större samhälle är Chiconcuautla, 10,1 km väster om Tlacotepec. Omgivningarna runt Tlacotepec är en mosaik av jordbruksmark och naturlig växtlighet.